# Pondok Kaso Tengah
Pondok Kaso Tengah is een bestuurslaag in het regentschap Sukabumi van de provincie West-Java, Indonesië. Pondok Kaso Tengah telt 5523 inwoners (volkstelling 2010).